# Javor (kraj pilzneński)
Javor – gmina w Czechach, w powiecie Klatovy, w kraju pilzneńskim.
1 stycznia 2017 gminę zamieszkiwało 71 osób, a ich średni wiek wynosił 42,4 roku.